# Есины
Есины — Древний русский Дворянский род, из Новгородских бояр.

## История рода
Есины, новгородский боярский род в XV веке, выселены в XVI веке в Нижегородский уезд.
Кузьма и Иван Зубарев Онишин сыны Есина владели поместьями в Деревской пятине (ранее 1495). Сидор Алексеевич владел поместьем в Епифанском уезде (1585). Потомство Замятни Есина жаловано поместьями в Нижегородском уезде, все они были вкладчиками Нижегородского Печорского монастыря.
Герасим Владимирович Есин владел населённым имением (1699).

## Известные представители
- Есин Иван Замятин — нижегородский городской дворянин (1627—1629).
- Есин Владимир Иванович — московский дворянин (1662—1677).
- Есин Степан Владимирович — стряпчий (1679), стольник (1690—1692).
- Есин Герасим Владимирович — стольник (1692)[2][3].